# Lasioglossum annexum
Lasioglossum annexum là một loài Hymenoptera trong họ Halictidae. Loài này được Cockerell mô tả khoa học năm 1922.